# Лелов, Марко
Марко Лелов (эст. Marko Lelov; 21 ноября 1973, Пярну) — эстонский футболист, полузащитник, футбольный тренер. Выступал за национальную сборную Эстонии.

## Биография

### Карьера игрока
Начинал играть в футбол в любительских командах из Пярну, выступавших в первенстве Эстонской ССР и низших дивизионах Эстонии. В сезоне 1993/94 дебютировал в высшей лиге в составе местного «Тервиса». В ходе того же сезона перешёл в систему таллинской «Флоры», но в первую команду не пробился, сыграв лишь шесть матчей за четыре сезона, и большую часть контракта выступал в аренде в клубах высшей и первой лиги.
В 1997—2003 годах выступал за «Тулевик» (Вильянди), был основным игроком клуба. В 1999 году стал серебряным призёром чемпионата. Также пробовал силы в командах низших дивизионов Швеции.

### Карьера в сборной
Провёл три матча за национальную сборную Эстонии в 1994—1995 годах. Дебютный матч сыграл 29 июля 1994 года в рамках Кубка Балтии против Литвы.

### Карьера тренера
В 2004 году вошёл в тренерский штаб «Тулевика», в том же году был главным тренером клуба «Элва». С 2005 по 2010 годах работал главным тренером «Тулевика». С октября 2012 по июль 2013 года возглавлял «Флору». С декабря 2014 года тренирует клуб «Пярну ЛМ», в 2017 году преобразованный в «Вапрус».
Неоднократно возглавлял юношеские и молодёжную сборные Эстонии, в том числе параллельно с работой в клубах.